# Mansour Bahrami
Mansour Bahrami (persky منصور بهرامی‎, S, * 26. dubna 1956 v Aráku) je íránský tenista.
Bahrami poprvé poznal tenis jako podavač míčků, ale ke hře se dostal až později. Bez vhodného vybavení se učil údery s pánvemi na smažení a podobným vybavením. Když dostal první skutečnou příležitost, brzy prokázal svůj talent. Na začátku osmdesátých let 20. století se stal daviscupovým reprezentantem, ale když byl po islámské revoluci v Íránu tenis považován za nevhodný kapitalistický[zdroj?] sport, rozhodl se nakonec k odchodu do Francie.
Vzhledem k již poměrně vysokému věku se už neprosadil ve dvouhře, ale dosahoval úspěchů ve čtyřhře. S Winogradským postoupil až do finále French Open v roce 1989. Vyhrál dva turnaje ATP, v Ženevě v roce 1988 s Tomášem Šmídem a v Toulouse v roce 1989 s Winogradským. Ve dvouhře trpěl i kvůli své nepřekonatelné touze bavit diváky, kterou ve čtyřhře omezoval pocit odpovědnosti za partnera.
V roce 1993, kdy vznikl seriál seniorských turnajů ATP (nad 35 let), byl okamžitě zván jako vynikající bavič a hrál úspěšně zápasy s legendami jako byli Jimmy Connors, Björn Borg nebo John McEnroe. Ve čtyřhře hrává s Henrim Lecontem. V repertoáru má různé triky pro pobavení diváků, jako údery mezi nohama, stopbal, který se zásluhou maximální spodní rotace odráží zpět přes síť, podání pod rukou apod.
V roce 2006 vyšla jeho autobiografie Les Court Des Miracles (Dvorec zázraků), doplněná DVD nazvaným The Man Behind The Moustache (Muž za knírkem).